# Echiochilon baricum
Echiochilon baricum är en strävbladig växtart som beskrevs av E. Lönn. Echiochilon baricum ingår i släktet Echiochilon och familjen strävbladiga växter. Inga underarter finns listade i Catalogue of Life.